# ガロアの逆問題
| 全ての有限群は有理数体のガロア拡大のガロア群となるか? |

ガロアの逆問題（ガロアのぎゃくもんだい、英語: inverse Galois problem）とは、全ての有限群が有理数体 {\displaystyle \mathbb {Q} } のガロア拡大のガロア群として現れるかどうかを問う、ガロア理論の問題である。この問題は、19世紀初期にはじめて提起された未解決問題である。
いくつかの置換群については、その置換群がガロア群となるような有理数体 {\displaystyle \mathbb {Q} } の代数拡大を全て与える生成的多項式が知られている。 例えば、次数が5以下の置換群は生成的多項式を持つことが知られている。また、位数が8の巡回群のように、生成的多項式が存在しない群が存在することも知られている。
より一般的に、任意の有限群 G と体 K に対して、ガロア群が G と同型になるようなガロア拡大体 L/Kは存在するかを問う問題も考えられる。そのような体 L が存在するとき、G は K 上実現可能であると言う。

## 部分的な結果
特殊な場合については多くのことが詳細に知られている。全ての有限群は複素数体 {\displaystyle \mathbb {C} } 上の1変数代数関数体上実現可能であることが知られている。より一般に、標数零の任意の代数的閉体上の1変数代数関数体でも知られている。イゴール・シャハレビッチは、全ての有限可解群は {\displaystyle \mathbb {Q} } 上実現可能であることを示した。マシュー群 M23 を除く全ての散在型単純群は {\displaystyle \mathbb {Q} } 上実現可能であることも知られている。
ダフィット・ヒルベルトは、この問題が G に対する有理性の問題と関係することを示した:
K を {\displaystyle \mathbb {Q} } の任意の拡大体とし、K に G が 自己同形群 として作用し、不変体 KG が {\displaystyle \mathbb {Q} } 上有理的ならば、G は {\displaystyle \mathbb {Q} } 上実現可能である。
ここで、有理的とは {\displaystyle \mathbb {Q} } の 純超越 拡大体であること、すなわち
代数的に独立な 集合によって {\displaystyle \mathbb {Q} } 上生成されているという意味である。この判定法を用いることで、例えば全ての対称群が実現可能であることを示せる。
この問題に関して詳細な研究が多くなされているが一般的には解かれていない。いくつかは射影直線のガロア被覆として幾何学的に G を構成する方法に基づいている。代数的な言葉で言えば、不定元 t の 有理関数体 {\displaystyle \mathbb {Q} (t)} の拡大体をまず考えることに相当する。この拡大体が得られれば、ヒルベルトの既約性定理 によりガロア群を保つように t を特殊化できる。
次数が16以下の全ての置換群は、{\displaystyle \mathbb {Q} } 上実現可能であることが知られている。 次数が17の群 PSL(2,16):2 については知られていない。
PSL(2,25) (位数 7800) よりも小さい、全ての13個の非可換単純群については、{\displaystyle \mathbb {Q} } 上実現可能であることが知られている。

## 単純な例: 巡回群
古典的な結果を用いることにより、任意の正の整数 n に対して{\displaystyle \mathbb {Q} } 上のガロア群が巡回群 Z/nZ となるような多項式を明示的に構成することができる。これを見るために、まず素数 p で  p ≡ 1 (mod n) となるようなものを取る。このような素数はディリクレの定理により存在する。μ を1の原始 p 乗根とし、 Q(μ) を {\displaystyle \mathbb {Q} } に μ を付け加えて得られる 円分拡大 とする。体拡大 Q(μ)/Q のガロア群は位数  p − 1 の巡回群である。
n は p − 1 を割り切るので、このガロア群は位数 (p − 1)/n の巡回部分群 H を持つ。この部分群の固定体 F = Q(μ)H は、ガロア理論の基本定理より {\displaystyle \mathbb {Q} } 上のガロア群として Z/nZ を持つ。ガウス周期の構成方法に従って μ の共役の適当な和を取ることにより、F の元 α で {\displaystyle \mathbb {Q} } 上 F を生成するものを作れ、その最小多項式を計算できる。
任意の有限アーベル群は {\displaystyle \mathbb {Q} } の円分拡大のガロア群の商として現れる（クロネッカー・ウェーバーの定理はこれよりも深い結果）ので、この方法はそのような群にも適用できる。

### 範例: 位数3の巡回群
n = 3に対しては、p = 7 で取ることができる。このとき Gal(Q(μ)/Q) は位数6の巡回群である。このガロア群の μ を μ3 に移す元を η とすると、これは生成元になっている。位数2の部分群 H = {1, η3} に興味がある。元 α = μ + η3(μ) を考える。作り方から α は H の作用で不変であり、{\displaystyle \mathbb {Q} } 上の共役は
α = η0(α) = μ + μ6
β = η1(α) = μ3 + μ4
γ = η2(α) = μ2 + μ5
の3つである。
下記の恒等式
1 + μ + μ2 + ⋯ + μ6 = 0,
を使って、
α + β + γ = −1
αβ + βγ + γα = −2
αβγ = 1
となることがわかる。
したがって α は多項式
(x − α)(x − β)(x − γ) = x3 + x2 − 2x − 1,
の根であり、この多項式の {\displaystyle \mathbb {Q} } 上のガロア群は Z/3Z である。

## 対称群と交代群
全ての対称群と交代群は有理数係数多項式のガロア群として現れることがヒルベルトにより示された。
多項式 xn + ax + b の判別式は
{\displaystyle (-1)^{\frac {n(n-1)}{2}}\left(n^{n}b^{n-1}+(-1)^{1-n}(n-1)^{n-1}a^{n}\right)}
である。
特殊な場合として、
f(x, s) = xn − sx − s.
を考える。
多項式 f(x, s) の s を素数に置き換えたもの（f(x, s) の特殊化と呼ぶ）は、アイゼンシュタインの既約判定法により既約な多項式である。したがって f(x, s) は {\displaystyle \mathbb {Q} (s)} 上既約である。さらに、f(x, s) は
{\displaystyle x^{n}-{\tfrac {x}{2}}-{\tfrac {1}{2}}-\left(s-{\tfrac {1}{2}}\right)(x+1)}
とも書け、f(x, 1/2) は
{\displaystyle {\tfrac {1}{2}}(x-1)\left(1+2x+2x^{2}+\cdots +2x^{n-1}\right)}
と分解できる。
上式の2番目の項は、その相反多項式にアイゼンシュタインの既約判定法を適用することにより、既約であることがわかる。以上から、群 Gal(f(x, s)/Q(s)) は2重可移的であることがわかった。
次にこのガロア群が互換を含むことを見る。定数倍による変数変換 (1 − n)x = ny を使うと
{\displaystyle y^{n}-\left\{s\left({\frac {1-n}{n}}\right)^{n-1}\right\}y-\left\{s\left({\frac {1-n}{n}}\right)^{n}\right\}}
となり、
{\displaystyle t={\frac {s(1-n)^{n-1}}{n^{n}}}}
と置き、
g(y, t) = yn − nty + (n − 1)t
と定義すると、これは
yn − y − (n − 1)(y − 1) + (t − 1)(−ny + n − 1)
ともかける。
これから、多項式 g(y, 1) は 1 を重複度2の零点として持ち、残りの n − 2 個の零点は重複度が1であることが分かり、Gal(f(x, s)/Q(s)) が互換を含むことがわかる。互換を含む任意の有限な2重可移的置換群 は対称群そのものと一致する。
ヒルベルトの既約性定理 から、f(x, t) を特殊化するとその多項式の有理数体 {\displaystyle \mathbb {Q} } 上のガロア群が Sn となるものが無限に存在する。また、そのような有理数は {\displaystyle \mathbb {Q} } のなかで稠密である。
g(y, t) の判別式は
{\displaystyle (-1)^{\frac {n(n-1)}{2}}n^{n}(n-1)^{n-1}t^{n-1}(1-t)}
となる。
これは完全平方ではない。

### 交代群
交代群の場合は奇数次数の場合と偶数次数の場合をわけて考える。

#### 奇数次数
{\displaystyle t=1-(-1)^{\tfrac {n(n-1)}{2}}nu^{2}}
とおく。
この置換で g(y, t) の判別式は
{\displaystyle {\begin{aligned}(-1)^{\frac {n(n-1)}{2}}n^{n}(n-1)^{n-1}t^{n-1}(1-t)&=(-1)^{\frac {n(n-1)}{2}}n^{n}(n-1)^{n-1}t^{n-1}\left(1-\left(1-(-1)^{\tfrac {n(n-1)}{2}}nu^{2}\right)\right)\\&=(-1)^{\frac {n(n-1)}{2}}n^{n}(n-1)^{n-1}t^{n-1}\left((-1)^{\tfrac {n(n-1)}{2}}nu^{2}\right)\\&=n^{n+1}(n-1)^{n-1}t^{n-1}u^{2}\end{aligned}}}
となる。
n が奇数であれば、これは完全平方である。

#### 偶数次数
{\displaystyle t={\frac {1}{1+(-1)^{\tfrac {n(n-1)}{2}}(n-1)u^{2}}}}
とおく。
この置換で g(y, t) の判別式は
{\displaystyle {\begin{aligned}(-1)^{\frac {n(n-1)}{2}}n^{n}(n-1)^{n-1}t^{n-1}(1-t)&=(-1)^{\frac {n(n-1)}{2}}n^{n}(n-1)^{n-1}t^{n-1}\left(1-{\frac {1}{1+(-1)^{\tfrac {n(n-1)}{2}}(n-1)u^{2}}}\right)\\&=(-1)^{\frac {n(n-1)}{2}}n^{n}(n-1)^{n-1}t^{n-1}\left({\frac {\left(1+(-1)^{\tfrac {n(n-1)}{2}}(n-1)u^{2}\right)-1}{1+(-1)^{\tfrac {n(n-1)}{2}}(n-1)u^{2}}}\right)\\&=(-1)^{\frac {n(n-1)}{2}}n^{n}(n-1)^{n-1}t^{n-1}\left({\frac {(-1)^{\tfrac {n(n-1)}{2}}(n-1)u^{2}}{1+(-1)^{\tfrac {n(n-1)}{2}}(n-1)u^{2}}}\right)\\&=(-1)^{\frac {n(n-1)}{2}}n^{n}(n-1)^{n-1}t^{n-1}\left(t(-1)^{\tfrac {n(n-1)}{2}}(n-1)u^{2}\right)\\&=n^{n}(n-1)^{n}t^{n}u^{2}\end{aligned}}}
となる。
n が偶数であれば、これは完全平方である。
再び、ヒルベルトの既約性定理により、ガロア群が交代群となるような特殊化が無限に多く存在することが示された。

## 剛的（rigid）な群
C1, …, Cn を有限群 G の共役類とし、A を G の n 個の元の組 (g1, …, gn) で、各 gi は Ci に含まれ、全ての積 g1…gn が単位元になるようなものの集合とする。A が、空集合ではなく、共役による G のその上への作用が推移的であり、更に A の各元が G を生成するとき、剛的（rigid）であると言う。
Thompson (1984) は、 もし有限群 G が剛的（rigid）な集合を持つならば、この有限群はしばしば有理数体の円分拡大体（具体的には、G の既約指標が共役類 Ci でとる値によって生成される有理数体の円分拡大体）上のガロア群として実現できることを示した。
これを使ってモンスター群を含む多くの有限単純群が有理数体のガロア拡大のガロア群となることを示せる。モンスター群は位数が 2、3、29 の元の3つ組によって生成される。このような3つ組は全て共役である。
剛的（rigid）な群の原型は対称群 Sn である。この群は、積を取ると長さ (n − 1) 巡回置換になる長さ n 巡回置換と互換で生成される。前節の構成ではこの生成元を使って多項式のガロア群を求めた。

## 楕円モジュラー関数を使った構成
n > 1 を任意の整数とする。複素平面上の格子 Λ の周期の比を τ とすると、この格子は周期の比が nτ であるような部分格子 Λ′ を持つ。そのような部分格子の集合は有限集合であり、Λ の基底変換によりモジュラー群 PSL(2, Z) が作用している。j をフェリックス・クラインの楕円モジュラー関数 とする。多項式 φn を、共役な部分格子にわたって (X − j(Λi)) の積をとったものとして定義する。X の多項式として、φn は {\displaystyle \mathbb {Q} } 係数のj(τ)の多項式を係数としている。
互いに共役な格子の集合に、 モジュラー群は PGL(2, Z/nZ) として作用している。これから、φn の {\displaystyle \mathbb {Q} (\mathrm {J} (\tau ))} 上のガロア群は PGL(2, Z/nZ) と同型であることがわかる。
ヒルベルトの既約性定理を使うことにより、多項式 φn を特殊化したときの {\displaystyle \mathbb {Q} } 上のガロア群が PGL(2, Z/nZ) となるような有理数が無限（更に、稠密）に多く存在する。群の族 PGL(2, Z/nZ) には無限に多くの非可解群が含まれている。